# Psoriasis

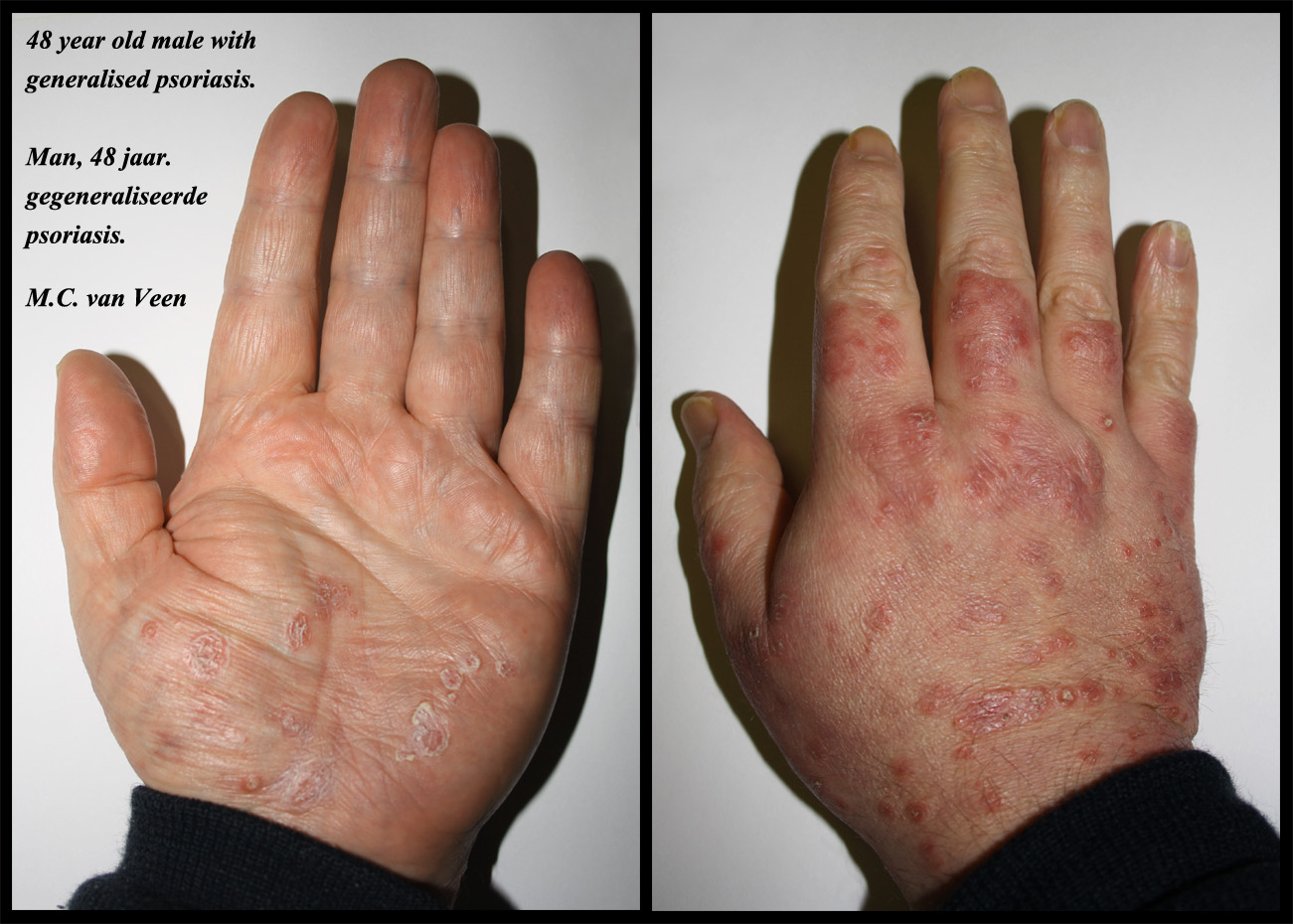
Psoriasis op de handen

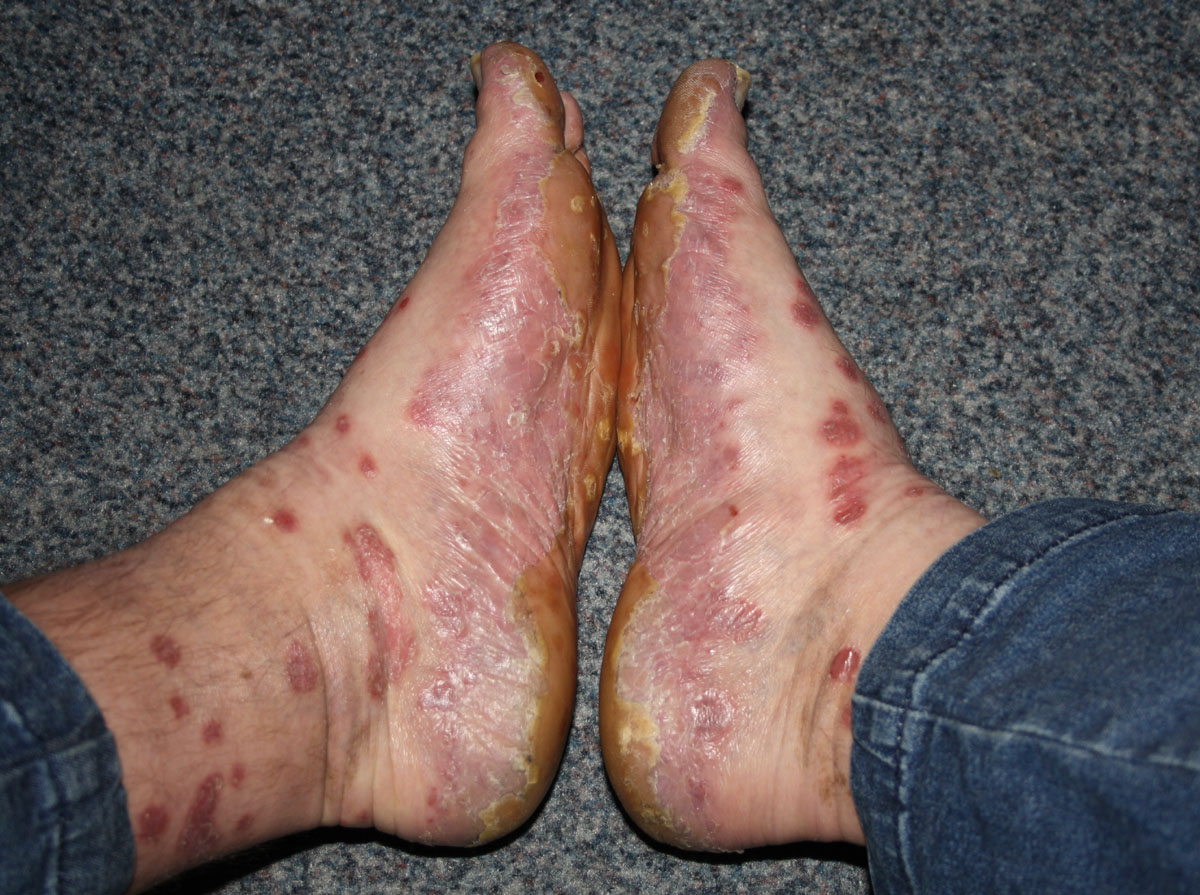
Psoriasis op de voeten

Psoriasis, zilverschub of schub(ben)ziekte (psoriasis vulgaris) is een veelvoorkomende, erfelijke, niet besmettelijke, chronische auto-immuunziekte, gekenmerkt door een versnelde deling (proliferatie) en verminderde rijping (differentiatie) van hoorncellen in de opperhuid. Omdat de cellen niet normaal uitrijpen is ook het afschilferen verstoord, waardoor lokaal sterke nieuwe aanmaak van huidcellen met schubbige schilfervorming op de aangedane plaatsen plaatsvindt. Hoewel psoriasis vooral tot uiting komt in de huid, is het niet primair een huidprobleem, maar een ontregeling van het immuunsysteem (auto-immuunziekte, maar het kenmerk van een auto-immuunziekte is dat er antistoffen in het bloed aantoonbaar zijn en dit is bij psoriasis niet het geval. Daarom wordt de aandoening liever een IMID genoemd, een Immune Mediated Inflammatory Disease.
Periodes van vermindering van de symptomen worden vaak afgewisseld met periodes waarin de ziekte verergert. De aangedane huid van een psoriasispatiënt vernieuwt zich in 6 à 7 dagen; bij niet-patiënten is dit 26 à 27 dagen. De structuur van de zich vernieuwende huidlagen wijkt echter belangrijk af van normaal.
Psoriasis is niet besmettelijk. Ongeveer 2% van de wereldbevolking heeft de aandoening, alleen bij Zuid-Amerikaanse Indianen is ze veel zeldzamer. De hoogste incidentie wordt gevonden in Scandinavië en Noord-Europa (3%). Vaak bestaat er bij personen met psoriasis een genetische aanleg voor het optreden van een versnelde huiddeling. Het onderzoek hiernaar richt zich vooral op loci op de chromosomen 17q, 4q, 1q, 6p21.3 en het Psors 1 gen.
De ernst van de aandoening varieert sterk. Sommigen hebben slechts enkele psoriasisplekken, anderen zitten van top tot teen onder. Soms is er ook jeuk. Mannen worden wat vaker door deze aandoening getroffen dan vrouwen, en 75% van de patiënten vertoont de eerste verschijnselen vóór het 40e levensjaar. Verschijnen deze in de tienerjaren, dan is dat zeldzamer dan bij andere leeftijden.
Jaarlijks wordt op 29 oktober een Wereld Psoriasis Dag gehouden.

## Etymologie
De naam psoriasis komt van het Griekse "psora", dat jeuk of huiduitslag betekent.

## Geschiedenis
De eerste duidelijke beschrijving van dit ziektebeeld dateert uit 1801.

## Soorten psoriasis
Er zijn verschillende typen psoriasis, waarvan het meest voorkomende (psoriasis vulgaris, ook wel psoriasis en plaque genoemd) de 'gewone psoriasis' is. Kenmerkend voor de meeste vormen van psoriasis zijn witte huidschilfers op rode plekken huid. Deze plekken worden ook wel plaques genoemd. Ze vertonen de volgende vier eigenschappen:
1. de plaques zijn duidelijk afgebakend, de overgang naar de onaangedane huid is scherp begrensd
2. het oppervlak bestaat uit niet goed met elkaar samenhangende zilver-witte schilfers
3. onder de schilfers vertoont de huid een glimmende, homogene roodheid
4. als men over een dergelijke plek krabt, laten de huidschilfers op een kaarsvet-achtige manier los waarbij kleine bloeddruppeltjes op de rode huid verschijnen. Dit is het zogenaamde teken van Auspitz, en is diagnostisch van belang, omdat men daarmee andere aandoeningen, zoals eczeem, kan uitsluiten.

Ongeveer 20 procent van de patiënten vertoont het fenomeen van Köbner. Door aspecifieke irritatie van de huid, ontwikkelen zich plaques op plaatsen waar dat eerder nog niet het geval was, bijvoorbeeld op de plaats waar een schram heeft gezeten of een brandwondje.
Veranderingen aan de nagels treden ook vaak op. De nagels van de handen in 50 procent, en de teennagels in 35 procent van de gevallen. Drie soorten veranderingen kunnen optreden:
1. de vorming van kleine putjes in het nageloppervlak
2. een gelige verkleuring onder de nagel
3. door aantasting van keratinebevattende lagen in de nagel, krijgt deze een gelige kleur en wordt "brokkelig".[7]

In ongeveer 15% van de gevallen, treden naast huidafwijkingen ook gewrichtsklachten op, en ontwikkelt zich een seronegatieve polyartritis.
Andere vormen van psoriasis zijn:

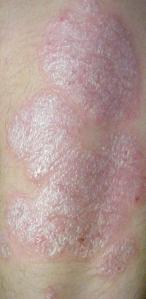
Psoriasis op een arm

- Psoriasis guttata – bestaat uit 1-5 mm grote plekjes op de romp, en mogelijk ook op de bovenarmen en -benen. Dit is een acute vorm, die bij kinderen en adolescenten kan voorkomen. Meestal heeft men in de twee weken voor het verschijnen van de knobbeltjes een streptokokken infectie opgelopen in de vorm van een keelontsteking. Meestal verdwijnt de psoriasis guttata na 3 tot 4 maanden vanzelf. Ongeveer een derde van de patiënten ontwikkelt later de klassieke plaques variant.[7][8]
- Bij psoriasis-erytrodermie is het gehele lichaamsoppervlak aangedaan. Het betreft een ernstige vorm van psoriasis, die in zo'n 2 procent van de gevallen optreedt. Roodheid van de huid is het opvallendste kenmerk. Alle andere symptomen van psoriasis zijn aanwezig, maar de schilfering en plaquevorming zijn meestal minder prominent. Hypothermie, hypoalbuminemie en hartfalen kunnen optreden. De kans op levensbedreigende situaties is aanwezig. Het kan optreden na een niet verdragen behandeling van de huid met ditranol of UVB, en kan dan gezien worden als een gegeneraliseerde köbnerreactie. Het kan ook veroorzaakt worden door bepaalde andere medicijnen, atopische dermatitis (eczeem), en cutaan T-cellymfoom.[7][8]
- Psoriasis pustulosa (von Zumbusch-psoriasis) is een acute vorm van psoriasis waarbij de psoriasisplekken bestaan uit 2-3 mm grote blaasjes met pus, in de rondom ontstoken huid, meestal op romp, de nagelbedden, handpalmen en voetzolen. Ze gaat gepaard met koorts, die een aantal dagen aanhoudt. De blaasjesvorming en koorts treden meestal in golven op. Indien de nagels zijn aangedaan, kan bij patiënten met een lang aanhoudende psoriasis pustulosa, atrofie van de vingers optreden. Voorts bestaan er nog twee varianten van psoriasis pustulosa. Soms wordt psoriasis pustulosa wel als een op zich staande aandoening beschouwd, niet direct onder het psoriasisscala vallend.[7] Deze vorm komt veel meer voor bij rokers.

Arthritis psoriatica, is een chronische ontsteking van de gewrichten. De symptomen lijken deels op die van reuma, maar zijn niet exact dezelfde, en meestal zijn de huid- en nagelafwijkingen zoals die zich bij psoriasis voordoen aanwezig. Men kan zich afvragen of de symptomen wel een en dezelfde onderliggende etiologie hebben. Er zijn aanwijzingen dat het zou gaan om een zich elders dan in de huid manifesterende psoriasis, maar er zijn ook aanwijzingen dat het hier om een bijzondere vorm van artritis gaat.
Psoriasis palmaris en plantaris (psoriasishaarden op handpalmen en voetzolen), psoriasis inversa (haarden juist bij huidplooien, zoals oksels en liezen), psoriasis unguum (nagelpsoriasis) en psoriasis capitis (psoriasis op de behaarde hoofdhuid), zijn geen aparte vormen van psoriasis maar geven de plaats aan waar de psoriasis (vulgaris) zich voordoet.

## Oorzaken
De exacte oorzaak van psoriasis is niet bekend, hoewel er over het ziektemechanisme wel steeds meer inzicht bestaat.

### Immunologische aspecten
Aanvankelijk werd verondersteld dat psoriasis een ziekte was van zich te snel vermeerderende cellen (keratinocyten) in de opperhuid. Tegenwoordig wordt psoriasis beschouwd als een ziekte die door immunologische factoren wordt veroorzaakt (auto-immuunziekte), waarbij genetische factoren eveneens een belangrijke rol spelen. Het belangrijkste bewijs hiervoor is de bevinding dat het toedienen van een aantal biologicals die op immuunfactoren inwerken, zoals DAB389IL-12 en CTLA4Ig de ziekte gunstig kan beïnvloeden. In de plaques bevinden zich groepjes van T-cellen en dendritische cellen, die waarschijnlijk de basis vormen voor de ontstekingsreacties zoals die bij psoriasis optreden. De plaques zijn het gevolg van de interactie tussen verschillende celtypen: keratinocyten (de meest voorkomende cel in de bovenste laag van de huid) en T-cellen en dendritische cellen. Indien men een genetische aanleg voor psoriasis heeft, kunnen de keratinocyten stoffen afgeven die de T-cellen en dendritische cellen beïnvloeden en vice versa. Gevolg: overactieve keratinocyten veroorzaken schilfering, de dendritische cellen geven Tumor Necrosis Factor-alfa en Interferon-alfa af, die bijdragen aan de ontsteking. Dit geheel van interacties leidt tot het klinische beeld zoals men dat ziet bij psoriasis.

### Genetische factoren
Genetische factoren spelen een rol bij de aanleg voor psoriasis, maar zijn niet volledig bepalend. De exacte manier van overerving is nog onbekend. Ongeveer 30 procent van de patiënten heeft een ouder of kind met de aandoening. Als beide ouders en een kind de ziekte hebben, bedraagt de kans dat een volgend kind psoriasis zal krijgen 50 procent; als een kind de ziekte heeft maar de ouders niet, dan daalt de kans voor een volgend kind naar 8 procent. Wanneer de ene helft van een eeneiige tweeling psoriasis heeft varieert de kans dat de andere helft deze aandoening ook heeft van 65-72%, hoewel een onderzoek in Australië een lager percentage liet zien van 35%. Dit betekent dat andere factoren (uit de omgeving) ook een rol spelen bij het al dan niet optreden van psoriasis.
Zo’n 10 tot 20 regio’s op verschillende chromosomen worden met psoriasis in verband gebracht, waaronder PSORS1 tot en met PSORS9. PSORS1 is van groot belang, omdat dit mogelijk verantwoordelijk is voor 35-50 procent van de erfelijkheid. Echter, slechts een klein aantal genen is geïdentificeerd: HLA-C, SLC9A3R1, NAT9 en SLC12A8.
Recent is de rol van het aantal kopieën van genen die voor bèta-defensines coderen aangetoond. Bèta-defensines bezitten antibacteriële eigenschappen, maar in dit geval belangrijker, ook ontstekingsstimulerende eigenschappen. Het aantal kopieën ligt tussen de 2-12. De meeste mensen hebben er 4. Vergeleken met deze modale mensen, stijgt het risico op het krijgen van psoriasis met meer dan een factor twee, indien men over 6 of meer kopieën beschikt.

### Overige
Ook bekend is een aantal factoren dat psoriasis kan laten ontstaan of reeds bestaande psoriasis kan verergeren. Zij worden ook wel triggers (uitlokkende factoren) genoemd. Men moet dan wel al een genetische aanleg voor het ontwikkelen van psoriasis hebben, omdat niet iedereen door deze triggers de ziekte ontwikkelt.
Algemeen geaccepteerde triggers:
- letsel
- infecties
- geneesmiddelen:
  - antimalariamiddelen
  - bètablokkers
  - carbamazepine
  - clonidine
  - indometacine
  - interferon-alfa
  - isotretinoïne
  - lithium (Priadel)
  - olanzapine
  - jodium
  - terbinafine

Mogelijk uitlokkende factoren zijn: het klimaat, hormonale factoren, roken, bepaalde vormen van kanker en stress. Deze zaken zijn onderwerp van medisch-wetenschappelijke discussie.
Er zijn aanwijzingen dat voeding een rol speelt in het opvlammen van psoriasis. Regelmatig vasten, vegetarisme en een voeding rijk aan visvetzuren (EPA en DHA) worden in verband gebracht met een verbetering van psoriasis.
Veel psoriasispatiënten zijn overgevoelig voor gluten. Deze patiënten vertonen een aanzienlijke verbetering van de symptomen door gedurende drie maanden een glutenvrij dieet te volgen. De mogelijke invloed van gluten op psoriasis staat echter nog ter discussie.
Meer dan vijf biertjes per week zouden al een verdubbeling van de kans op psoriasis bij vrouwen geven. Andere alcoholische dranken verhogen die kans niet. Waarschijnlijk zijn dus andere stoffen in bier dan de alcohol voor dit effect verantwoordelijk. Volgens de onderzoekers heeft dit mogelijk te maken met de grote hoeveelheid gluten in bier. Echter, er kunnen kanttekeningen bij dit onderzoek geplaatst worden, omdat er slechts een kleine groep bier dronk én psoriasis had, wat de kans op statistische fouten groter maakt.

## Behandeling
Topicale crèmesAl tientallen jaren lang worden de meeste psoriasis-patiënten met een topicaal geneesmiddel behandeld. Er zijn enkele smeersels en zalven die een positief effect hebben, veelal met corticosteroïden (bijvoorbeeld betamethasondipropionaat of clobetasolpropionaat). De corticosteroïden remmen de aanwezige versnelde deling van huidcellen. Ook worden er soms zalven met salicylzuur of aan vitamine D verwante stoffen gebruikt zoals calcipotriol en calcitriol. De teerpreparaten zijn grotendeels obsoleet (voorbijgestreefd), vooral omdat ze slecht ruiken en de behandeling erg omslachtig is. Daarnaast bestaan er een aantal ingrijpendere behandelingen die kunnen worden ingezet als plaatselijke middelen onvoldoende effect hebben.
Hyperbare zuurstoftherapieHyperbare zuurstoftherapie is mogelijk effectief bij de behandeling van psoriasis.
LaserlichtEen effectieve therapie is het behandelen van de plekken met een Pulsed Dye Laser. Daarbij worden de bloedvaten die de psoriasisplek van voedingsstoffen voorzien vernietigd, waarna de plek verdwijnt. Bijzonder gunstig hierbij is dat de plek zonder verdere behandeling relatief lang wegblijft en deze behandeling geen ernstige bijwerkingen kent.
UV-behandelingEen andere veel toegepaste behandeling is lichttherapie: een traditionele therapeutische blootstelling aan lampen die vooral UV-A licht uitstralen (PUVA), in combinatie met het opbrengen van psoralenen die de huid gevoeliger maken voor UVA-licht. Deze behandeling kende nogal wat bijwerkingen. Een meer moderne variant is het gebruik van smalbandig UV-B-licht (311 nm), waarbij geen middelen opgebracht hoeven te worden. Bij beide gevallen bestaat er, gezien het gebruik van uv-licht, een verhoogd risico op huidkanker. 
Blootstelling aan alleen (intensief) zonlicht (waardoor de vitamine D-status sterk verbetert), zonder psoraleenbehandeling, blijkt eveneens voldoende om de klachten sterk te doen afnemen.
Blauwe LED-licht therapieAangetoond is dat blauw LED-licht effectief is voor het behandelen van psoriasis. Blauw licht behoort tot het zichtbare lichtspectrum en is vrij van UV straling. Studies laten zien dat blauw licht de overproductie van keratinocyten in de opperhuid vermindert en de differentiatie ondersteunt. Ook het ontstekingsremmend effect wordt genoemd. Blauw licht deactiveert immuuncellen, zoals T-cellen en dendritische cellen en kan de vicieuze cirkel van zichzelf versterkende ontstekingsprocessen in de huid doorbreken. Het UV-vrije blauwe licht is beschikbaar in een draagbaar medisch hulpmiddel waarbij geen actieve bestanddelen of chemische substanties gebruikt worden.
Systemische middelenBij ernstige en invaliderende gevallen, vaak in combinatie met gewrichtslijden, worden soms zogenaamde 'systemische' behandelingen gegeven (tabletten), op basis van methotrexaat of ciclosporine. Deze middelen kunnen ernstige bijwerkingen hebben en worden slechts onder nauwgezette dokterscontrole gebruikt.
FumaarzuurestersEen andere wetenschappelijk geaccepteerde therapie is het gebruik van fumaarzuuresters. Meestal wordt daarvoor een geneesmiddel met een mengsel van verschillende mono-ethylfumaraten plus dimethylfumaraat gebruikt. Sinds 2019 is er een geregistreerd middel verkrijgbaar met alleen dimethylfumaraat. Het proefschrift van Nicolle Litjens geeft aan dat mono-ethylfumaraat geen effect heeft op psoriasis en tevens toxisch is voor o.a. de nieren. Verder dient de patiënt zich te houden aan een dieet dat tot doel heeft het gehalte aan pyrodruivenzuur zo laag mogelijk te houden. Daartoe dienen o.a. specerijen, wijn en schillen vermeden te worden. De energievoorziening (citroenzuurcyclus) in de lichaamscellen zou bij psoriasis gestoord zijn en fumaarzuur (gecombineerd met pyrodruivenzuurbeperking) zou de citroenzuurcyclus weer aanjagen. De werking van deze fumaraten zou berusten op inhibitie van NF-kappa B, en inductie van apoptose van T-cellen. Bijwerkingen zijn onder andere buikkramp, diarree, misselijkheid, opvliegers en moeheid.
BiologicalsEen tamelijk kostbare behandeling vormen de biologicals. Binnen de groep van biologicals wordt onderscheid gemaakt tussen de zogenaamde TNF-alfa-remmers en de T-celmodulatoren. Gezien de prijs worden strenge criteria gehanteerd voordat men voor een dergelijke behandeling in aanmerking komt. Gezien de aard van deze geneesmiddelen is het risico op bijwerkingen, alsmede de ernst daarvan, niet bepaald gunstig te noemen. Bij enkele van deze middelen keert de psoriasis al kort na het staken van de behandeling weer terug.

### Alternatieve behandelingen
Zoals bij alle chronische en wisselend aanwezige aandoeningen worden ook bij psoriasis alternatieve methodes toegepast:
- Veel patiënten ondergaan een kuur aan de Dode Zee in Israël (Ein Bokek) of Jordanië. De invloed van het zoute water en het zonlicht geeft voor veel patiënten een vermindering van de symptomen.[34][35][36]
- Sommige patiënten gaan naar de Blue Lagoon in IJsland. Dit zou de symptomen van psoriasis verlichten.
- In diverse kuuroorden in het noordelijke en centrale Midden-Oosten, voornamelijk in Turkije, Syrië, Irak en Iran kunnen psoriasispatiënten zich laten behandelen door twee soorten vissen (biopeeling), (Garra rufa en Cyprinion macrostomus), die de korstjes opeten. Deze zogenoemde ichthyotherapie kan inmiddels ook op diverse andere plekken in de wereld worden ondergaan. Volgens een pilotstudie lijkt combinatie van ichthyotherapie met UV-behandeling een waardevolle behandelmethode, maar verder onderzoek is noodzakelijk voordat er harde conclusies kunnen worden getrokken.[37]
- Sommige psoriasis-patiënten beweren resultaat te behalen met het volgen van een anti-inflammatoir dieet.[38][39]

## Genezing
Er bestaat geen therapie die iemand kan genezen: het betreft in alle gevallen symptoombestrijding. Wel zijn er aanmerkelijke verschillen in remissietijden, dat wil zeggen de tijd die een patiënt vrij blijft van plekken na het afsluiten van een therapie en de bijwerkingen.